# Lin Yue
Lin Yue (Jiaxiang: Guangdong, Shantou, 24 juli 1991) is een Chinees schoonspringer van Chaozhounese afkomst. Van 1995 tot 1997 zat hij op de sportschool van Chaozhou. De laatste vijf jaren werd hij getraind op de Weilun sportschool van de provincie Kanton. In 2004 kwam hij in de groep van schoonspringers uit Peking.
Hij haalde op de Aziatische Spelen van 2006 goud.
Hij behaalde met Huo Liang goud op de 10 m synchroon schoonspringen op de Olympische Zomerspelen van 2008 en in Olympische Zomerspelen van 2016 de gouden medaille samen met Chen Aisen.